# Rene Krhin
Rene Krhin (ur. 21 maja 1990 w Mariborze) – słoweński piłkarz występujący na pozycji pomocnika.

## Kariera klubowa
Jest wychowankiem słoweńskiego NK Maribor. Profesjonalny kontrakt podpisał z Interem Mediolan. W Serie A po raz pierwszy wystąpił 13 września 2009 zmieniając w 79' minucie meczu z Parmą (wygrana 2:0) Wesleya Sneijdera. 27 lipca 2010 roku na zasadzie współwłasności trafił do Bologna FC, w sezonie 2010/11. Jedynego gola strzelił w meczu z S.S. Lazio wygranym 3-1. Latem 2014 roku wrócił do Interu, przedłużył kontrakt do końca 2016 roku.
30 stycznia 2015 roku został wypożyczony do Córdoba CF.

## Kariera reprezentacyjna
W reprezentacji Słowenii zadebiutował 5 września 2009 w spotkaniu przeciwko Anglii na Wembley, przegranym przez Słowenię 1:2.